# Għargħur
Għargħur és una ciutat de Malta. Està situada al cim d'un turó entre dues valls i té una població de 2.768 al març de 2014 i una superfície de 2,0 km².
El seu escut d'armes està dividit per galons, plata i vermell, amb una estrella vermella a la part platejada. El lema és 'Excelsior' que significa "més alt". El lema diu que la ciutat es troba al turó més alt de Malta. Al diccionari maltès Lexicon, de 1796, Vassalli dona una descripció de Għargħur en italià com "Bel Villaggio alla parte settentrionale di Malta" ("Un bonic poble de la part nord de Malta". ").